# Dermestes pardalis
Dermestes pardalis là một loài bọ cánh cứng trong họ Dermestidae. Loài này được Billberg in Schönherr miêu tả khoa học năm 1808.